# 441374 Wangjingxiu
441374 Wangjingxiu este o planetă minoră (asteroid) din centura de asteroizi. A fost descoperită pe 4 martie 2008 la Xuyi County⁠(d) de . 
Obiectul prezintă o orbită caracterizată de o semiaxă mare de 3,124385035276 UAi, o excentricitate de 0,1471855445128, o înclinație de 27,997798656159 ° în raport cu ecliptica.